# Hoạt hình máy tính

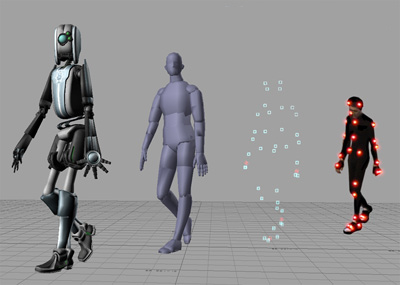
Một ví dụ minh hoạ cho hoạt hình máy tính, được sản xuất theo phương pháp "nắm bắt chuyển động".

Hoạt hình máy tính hay hoạt hình mô phỏng bằng máy tính (hoạt hình CGI; tiếng Anh: computer animation, còn gọi là computer-generated imagery (CGI)) là quá trình tái tạo ra các hình ảnh hoạt hình sử dụng đồ hoạ máy tính. Thuật ngữ tổng quát hơn là công nghệ mô phỏng hình ảnh bằng máy tính bao gồm cả ảnh tĩnh và ảnh động, trong khi thuật ngữ hoạt hình máy tính chỉ dùng để nói đến hình ảnh chuyển động.

## Mô tả
Hoạt hình máy tính hiện đại thường sử dụng đồ hoạ máy tính 3D, mặc dù đồ hoạ máy tính 2D vẫn được sử dụng cho việc dựng hình trong điều kiện băng thông thấp, yêu cầu tốc độ kết xuất (rendering) thời gian thực nhanh hay đòi hỏi phong cách nghệ thuật đặc biệt. Đôi khi mục đích của việc hoạt hình này là hướng đến chính đối tượng sử dụng là máy tính, nhưng cũng có khi là đối tượng khác như phim ảnh.
Về cơ bản, hoạt hình máy tính là công nghệ kế nhiệm kỹ thuật số của kỹ thuật stop motion sử dụng trong hoạt hình truyền thống với các mô hình 3D và hoạt hình từng-khung-hình của hình ảnh minh hoạ 2D. Các hình ảnh hoạt hình tái tạo bằng máy tính dễ kiểm soát hơn do với các quy trình khác vốn dựa trên các điều kiện vật lý, chẳng hạn như xây dựng và kiến tạo các mô hình thu nhỏ cho các cảnh quay cần hiệu ứng hay thuê thêm diễn viên quần chúng cho các cảnh quay có đám đông, bởi vì công nghệ này cho phép xây dựng các hình ảnh không có kỹ thuật nào khác có thể thực hiện được. Nó cũng có thể giúp một họa sĩ đồ hoạ duy nhất sản xuất được các nội dung như vậy mà không cần đến diễn viên, những đạo cụ đắt tiền, hay đồ dùng sân khấu.
Để tạo cho người xem cảm giác hình ảnh đang chuyển động, một hình ảnh sẽ được hiển thị trên màn hình máy tính và liên tục được thay thế bởi một hình ảnh khác gần giống với nó, nhưng có một sự phát triển rất nhỏ về thời gian (thường với tốc độ 24 hoặc 30 khung hình/giây). Kỹ thuật này giống với việc tạo cảm giác hình ảnh chuyển động trên truyền hình và phim điện ảnh.
Với hoạt hình 3D, các đối tượng (mô hình) được xây dựng trên màn hình máy tính (tạo mẫu) và các đối tượng 3D riêng rẽ (như mắt, mũi, xe cộ,...) như vậy sẽ được sắp xếp lại với nhau thành hình ảnh hoàn chỉnh bằng một "bộ khung" ảo. Với các đối tượng hoạt hình 2D, các đối tượng riêng lẻ (illustrations) và các lớp trong suốt riêng biệt được sử dụng, có thể sử dụng hoặc không sử dụng kỹ thuật bộ "khung" ảo. Sau đó các bộ phận như chân tay, mắt, miệng, quần áo,... của nhân vật được các họa sĩ hoạt hình làm cho chuyển động trên các key frame. Khác biệt dễ nhận thấy giữa key frame truyền thống và key frame máy tính là key frame máy tính được tính toán tự động trên máy tính trong các công đoạn gọi là tweening và chuyển cảnh (morphing). Cuối cùng, hoạt hình sẽ được kết xuất.
Trong hoạt hình 3D, tất cả các khung hình đều phải được kết xuất sau khi quá trình tạo mẫu hoàn tất. Với hoạt hình vector 2D, quá trình kết xuất chính là quá trình minh hoạ chuyển động với các key frame, còn các khung hình tạo bằng kỹ thuật tweening thì chỉ cần kết xuất khi cần thiết. Với các phần trình diễn được chuẩn bị trước, các khung hình đã kết xuất được chuyển đổi sang định dạng hoặc phương tiện khác như phim hay video kỹ thuật số. Các khung hình cũng có thể được kết xuất trong thời gian thực, tức là kết xuất cùng lúc khi đang trình diễn cho người tiêu dùng đầu cuối xem. Hoạt hình băng thông thấp được truyền trên mạng Internet (ví dụ như 2D Flash, X3D) thường sử dụng phần mềm cài đặt trên chính máy của người dùng đầu cuối (nhất là trong trường hợp của Adobe Flash) để kết xuất hình ảnh ngay trong thời gian thực thay vì truyền trực tiếp hay tải trước (pre-load) dữ liệu hoạt hình băng thông cao [về máy của người dùng cuối].